# Estanyol de la Cendra
L'estanyol de la Cendra es troba fent l'itinerari 2 per l'espai natural conegut com a "Ruta de la Puda i les Estunes" a Banyoles, Pla de l'Estany. Es troba just havent deixat enrere la Font Pudosa i tot continuant el camí direcció als estanyols d'en Montalt.
L'estanyol de la Cendra és un clar exemple d'estanyol format per enfonsament càrstic. Rep el seu nom per què l'aigua té un aspecte cendrós degut al xalió (pissarrí) que hi ha al fons i que queden en suspensió a causa de l'entrada subterrània d'aigua.
Té 35 m2 de superfície i 20 metres de fondària.
Tot i que el seu origen ha recollit un munt de creences populars. Avui dia s'ha comprovat científicament que no són certes i a hores d'ara ja només queden com a petites rondalles: hi ha qui diu que aquest estanyol adopta aquest color cendrós cada vegada que hi ha un terratrèmol a qualsevol indret del món. També hi havia qui creia que era d'origen volcànic.
La vegetació és la pròpia d'àmbits humits - joncs, balca, canyís, etc.
Pel que fa a fauna, s'hi pot observar la típica d'espais aquàtics tranquils: el blauet, el bernat pescaire o l'ànec collverd.